# Bert-Brecht-Haus (Oberhausen)

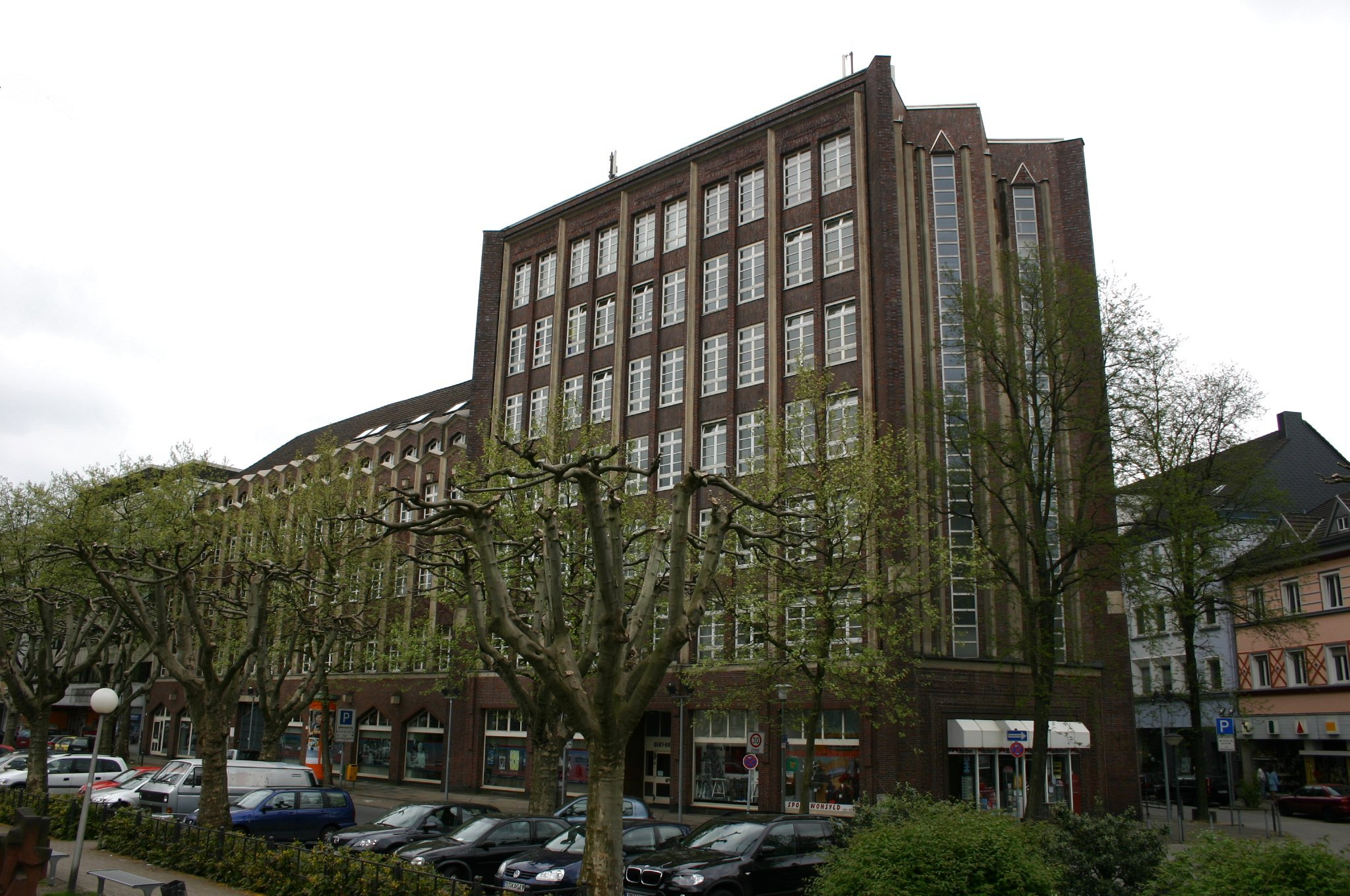
Das Oberhausener Bert-Brecht-Haus im Frühjahr 2009

Das Oberhausener Bert-Brecht-Haus befindet sich im Stadtzentrum zwischen der Langemarkstraße und der Paul-Reusch-Straße und beherbergt in erster Linie städtische Erwachsenenbildungseinrichtungen.

## Bau und gewerbliche Nutzung
Das Gebäude wurde im Jahr 1928 nach Entwürfen des Kölner Architekten Otto Scheib errichtet und gilt als ein wichtiger Repräsentant des Backsteinexpressionismus in Oberhausen, vergleichbar mit dem etwa gleichzeitig entstandenen Rathaus der Stadt und dem Polizeipräsidium am Friedensplatz. Da es auf einem spitz zulaufenden Grundstück gebaut wurde, erinnert es mit seiner sich verjüngenden Form an das wenige Jahre zuvor entstandene Chilehaus in Hamburg.
Zunächst wurde es unter Namen „Ruhrwachthaus“ bekannt, da ein Großteil des Gebäudes von Verlag, Redaktion und Druckerei der lokalen Zeitung Ruhrwacht genutzt wurde. Im vorderen und mit insgesamt sieben Geschossen höheren Gebäudeteil befand sich ein Warenhaus der Leonhard Tietz AG, das im Zuge der Arisierung in den Kaufhof überging.
Nachdem der Kaufhof 1961 einen Neubau bezog und die Ruhrwacht 1967 ihr Erscheinen einstellte, kam es zu einem weitgehenden Leerstand des Gebäudes.

## Umbau und städtische Nutzung
Im Jahr 1978 wurde das Gebäude für 1,4 Millionen DM von der Stadt Oberhausen erworben. Nach einem aufwändigen Umbau, der etwa das siebenfache des Kaufpreises kostete, konnte das inzwischen unter Denkmalschutz stehende Bauwerk im Jahr 1985 von mehreren kommunalen Einrichtungen bezogen werden, darunter das Ordnungsamt und das Einwohnermeldeamt sowie die Hauptstelle der Stadtbibliothek und die Volkshochschule, der nach den ursprünglichen Planungen das gesamte Gebäude zur Verfügung stehen sollte. Im Zuge der Umwidmung kam es auch zu einer Umbenennung: Seitdem heißt das Ruhrwachthaus offiziell Bert-Brecht-Haus nach dem Dramatiker und Lyriker Bertolt Brecht. Von April 2010 bis September 2011 wurde das Bert-Brecht-Haus umgebaut. Am 9. September 2011 wurde es wiedereröffnet und ist seither ein zentraler Innenstadttreffpunkt nicht nur für Besucher der Bibliothek und Hörer der Volkshochschule. Das Haus gehört seit 2011 zur Route der Industriekultur.